# Puchar Łotwy w piłce siatkowej mężczyzn (2006)
Puchar Łotwy w piłce siatkowej mężczyzn 2006 (Latvijas Kauss 2006) – rozgrywki o siatkarski Puchar Łotwy. Brały w nich udział kluby z Schenker League, Nacionālā Līga oraz Amatieru Līga. Zainaugurowane zostały 1 listopada. Finał odbył się 10 grudnia w centrum sportowym "Daugava" (Sporta nams "Daugava") w Rydze.
Puchar Łotwy zdobył klub SK Rīga, który w finale pokonał LĀSE-R/Rīga.

## Drużyny uczestniczące
| Schenker League 5 drużyn | Schenker League 5 drużyn |
| ------------------------ | ------------------------ |
| SK Elvi Kuldīga          | ćwierćfinał              |
| LĀSE-R/Rīga              | finał                    |
| Poliurs/Biolar Ozolnieki | półfinał                 |
| SK Cēsu Alus             | półfinał                 |
| SK Rīga                  | zwycięstwo               |

| Nacionālā Līga 4 drużyny | Nacionālā Līga 4 drużyny |
| ------------------------ | ------------------------ |
| BJSK Vecumnieki          | ćwierćfinał              |
| Inčukalns/LU             | 1. runda                 |
| VK Ozolnieki             | ćwierćfinał              |
| Ziemeļkurzeme            | 1. runda                 |

| Amatieru Līga 3 drużyny | Amatieru Līga 3 drużyny |
| ----------------------- | ----------------------- |
| OC Limbaži              | ćwierćfinał             |
| SK Aizkraukle           | 1. runda                |
| SK Ulbroka              | 1. runda                |

## 1. runda
| Data       | Drużyna 1       |     | Drużyna 2                | Sety                                |
| ---------- | --------------- | --- | ------------------------ | ----------------------------------- |
| 01.11.2006 | OC Limbaži      | 3:0 | Ziemeļkurzeme            | (25:21, 25:20, 25:16)               |
| 08.11.2006 | OC Limbaži      | 3:1 | Ziemeļkurzeme            | (25:18, 23:25, 27:25, 25:21)        |
| 01.11.2006 | VK Ozolnieki    | 3:1 | SK Ulbroka               | (14:25, 25:18, 26:24, 25:17)        |
| 08.11.2006 | VK Ozolnieki    | 3:1 | SK Ulbroka               | (24:26, 25:17, 35:33, 25:23)        |
| 01.11.2006 | BJSK Vecumnieki | 2:3 | Inčukalns/LU             | (19:25, 25:20, 25:20, 12:25, 11:15) |
| 08.11.2006 | BJSK Vecumnieki | 3:0 | Inčukalns/LU             | (25:16, 25:12, 25:22)               |
| 01.11.2006 | SK Aizkraukle   | 0:3 | Poliurs/Biolar Ozolnieki | (14:25, 21:25, 17:25)               |
| 08.11.2006 | SK Aizkraukle   | 0:3 | Poliurs/Biolar Ozolnieki | (19:25, 16:25, 16:25)               |

## Ćwierćfinały
| Data       | Drużyna 1                |     | Drużyna 2       | Sety                                |
| ---------- | ------------------------ | --- | --------------- | ----------------------------------- |
| 15.11.2006 | OC Limbaži               | 0:3 | LĀSE-R/Rīga     | (16:25, 15:25, 14:25)               |
| 22.11.2006 | OC Limbaži               | 0:3 | LĀSE-R/Rīga     | (17:25, 23:25, 13:25)               |
| 15.11.2006 | VK Ozolnieki             | 0:3 | SK Cēsu Alus    | (16:25, 19:25, 18:25)               |
| 22.11.2006 | VK Ozolnieki             | 0:3 | SK Cēsu Alus    | (16:25, 22:25, 16:25)               |
| 15.11.2006 | BJSK Vecumnieki          | 0:3 | SK Rīga         | (18:25, 17:25, 13:25)               |
| 22.11.2006 | BJSK Vecumnieki          | 0:3 | SK Rīga         | (17:25, 8:25, 11:25)                |
| 15.11.2006 | Poliurs/Biolar Ozolnieki | 2:3 | SK Elvi Kuldīga | (25:27, 25:16, 26:28, 25:18, 11:15) |
| 22.11.2006 | Poliurs/Biolar Ozolnieki | 3:0 | SK Elvi Kuldīga | (25:20, 25:19, 25:22)               |

## Faza finałowa

### Półfinały
| Data       | Drużyna 1   |     | Drużyna 2                | Sety                  |
| ---------- | ----------- | --- | ------------------------ | --------------------- |
| 09.12.2006 | LĀSE-R/Rīga | 3:0 | SK Cēsu Alus             | (25:22, 25:17, 25:10) |
| 09.12.2006 | SK Rīga     | 3:0 | Poliurs/Biolar Ozolnieki | (25:18, 25:21, 25:21) |

### Finał
| Data       | Drużyna 1   |     | Drużyna 2 | Sety                                |
| ---------- | ----------- | --- | --------- | ----------------------------------- |
| 10.12.2006 | LĀSE-R/Rīga | 2:3 | SK Rīga   | (20:25, 25:27, 25:23, 25:19, 12:15) |